# Transito di Santa Caterina da Siena
Transito di Santa Caterina da Siena, även Oratorio di Santa Caterina da Siena och Oratorio della Santissima Annunziata, är ett kapell i Rom, helgat åt den heliga Katarina av Siena. Kapellet är beläget i Palazzo di Santa Chiara vid Piazza di Santa Chiara i Rione Pigna.
Det italienska transito avser den rättfärdiges död, det vill säga ankomst till himmelen.

## Historia
År 1380 avled Katarina av Siena i ett litet rum i en byggnad som ägdes av en viss Paola del Ferro. Katarinas nunnekommunitet innehade byggnaden till år 1573, då de flyttade till ett nybyggt kloster vid kyrkan Santa Caterina da Siena a Magnanapoli. Fem år senare, år 1578, överläts byggnaden och kapellet åt Collegio dei Neofiti, som uppdrog åt arkitekten Francesco da Volterra att bygga om komplexet. År 1634, under påve Urban VIII, flyttade Collegio dei Neofiti till lokaler i närheten av kyrkan Madonna dei Monti och byggnaden med kapellet förlänades åt Arciconfraternita della Santissima Annunziata; denna organisation bistod behövande flickor.
År 1637 bekostade kardinal Antonio Barberini en ombyggnad och Katarinas dödsrum omvandlades till ett kapell. De ursprungliga väggarna och golvet överfördes till klostret vid Santa Maria sopra Minerva samt till klostret vid Santa Caterina da Siena a Magnanapoli.

## Exteriören
Palatset, i vilket kapellet är beläget, har en portal med en 1600-talsfresk föreställande Bebådelsen. År 1999 sattes det upp en inskriptionstavla som minner om den heliga Katarina:

## Interiören
Kapellets utsmyckning utfördes av Cavalier d'Arpinos skola, övervakad av mästaren själv. I taket till kapellets förrum finns fresken Den heliga Katarinas förhärligande, omgiven av en kornisch, uppburen av putti. Kapellets huvudaltare har en målning föreställande den heliga Katarina av Siena mottagande stigmata. Höger sidovägg har fresken Kristus och Katarina av Siena och vänster sidovägg Katarina av Siena ger ett krucifix åt en medellös man.
I kapellet vördas de heliga Johannes, Heraclas och Exuperantias reliker.